# Чильяк, Марек
Ма́рек Чи́льяк (словац. Marek Čiliak; род. 2 апреля 1990 года, Зволен, Словакия) — словацкий хоккеист, вратарь. Чемпион Чехии 2017 и 2018 годов. Выступает за клуб чешской Экстралиги «Комета Брно».

## Карьера
Марек Чильяк является воспитанником ХК «Зволен». Играл также за команды «Нитра», «Орли Зноймо», «Оранж 20», «Шумперк», «Дукла» Сеница, «Горацка Славия» Тршебич, братиславский «Слован». Известен по выступлениям за чешскую «Комету». С клубом из Брно дважды становился чемпионом Экстралиги.
Сейчас является игроком «Кометы», в течение сезона 2019/2020 был отдан в аренду в клуб «Злин» на время травмы Либора Кашика.
В 2018 и 2019 году был участником чемпионата мира в составе сборной Словакии, провёл 8 матчей на обоих турнирах.

## Достижения

### Командные
Чемпион Чехии 2017 и 2018
 Серебряный призёр чемпионата Чехии 2014
 Бронзовый призёр чемпионата Чехии 2015

### Личные
- Самый ценный хоккеист плей-офф чешской Экстралиги 2017
- Лучший вратарь чешской Экстралиги 2017 и 2018
- Лучший вратарь плей-офф чешской Экстралиги 2019 по проценту отбитых бросков (93.4)
- Лучший вратарь плей-офф чешской Экстралиги 2017 по коэффициенту пропущенных шайб (1.42 гола за матч)

## Статистика
Обновлено на начало сезона 2019/2020
Всего за карьеру провёл 461 игру (чешская Экстралига — 265 игр, чешская первая лига — 70, словацкая Экстралига — 49, КХЛ — 28, словацкая первая лига — 20, сборная Словакии — 14, Австрийская лига — 6, Лига чемпионов — 5, Европейский трофей — 4)